# Takhat Bhai
Takhat Bhai é uma cidade do Paquistão localizada na Província de Caiber Paquetuncuá.